# Сидзуока Блю Ревз
«Сидзуока Блю Ревз» (яп. しずおかブルーレヴズ, англ. Shizuoka Blue Revs), до 2021 года «Ямаха Жубилу» (яп. ヤマハ発動機ジュビロ, англ. Yamaha Júbilo) — японский регбийный клуб, выступающий в высшем дивизионе национального регби — Топ-лиге. Команда образована в 1984 году, домашние встречи проводятся на стадионе «Ямаха» в городе Ивата.
Слово «Жубилу» (порт. Júbilo) из первоначального названия команды происходит из португальского языка, в котором означает «радость», «хорошее настроение».

## Тренерский штаб
- Кевин Шулер[англ.] — спортивный директор
- Табаи Мэтсон — играющий тренер
- Таканобу Хорикава — тренер
- Ваисакэ Сотуту — тренер защитников
- Саймон Керр — тренер нападающих

## Состав
Состав на сезон 2016/17.